# Il ragno e la mosca
Il ragno e la mosca (The Spider and the Fly) è un film del 1949, diretto da Robert Hamer. 